# Rischat Rimsowitsch Schafikow
Rischat Rimsowitsch Schafikow (russisch Ришат Римзович Шафиков, engl. Transkription Rishat Shafikov; * 23. Januar 1970 in Tscheljabinsk) ist ein ehemaliger russischer Geher.
1989 gewann er bei den Junioreneuropameisterschaften in Varaždin Bronze im 10.000-Meter-Gehen, und bei den Olympischen Spielen 1996 in Atlanta wurde er im 20-km-Gehen Fünfter.

## Persönliche Bestleistungen
- 5000 m (Halle): 18:23,38 min, 1. März 1997, Samara
- 20 km: 1:18:48 h, 30. August 1998, Tscheboksary